# Langleys Island
Langleys Island (pierwotnie Abbois Island) – wyspa w kanadyjskiej prowincji Nowa Szkocja, w hrabstwie Richmond, na jeziorze Bras d’Or Lake.